# José Óscar Herrera
José Óscar Herrera Corominas (Tala, Uruguay, 17 de junio de 1965) es un exfutbolista uruguayo que jugaba de defensa.

## Trayectoria
Comenzó destacando como defensa en Peñarol, en cuyas juveniles debutó en 1983, y con quien obtuvo la Copa Libertadores de 1987. En 1989 dio el salto a Europa, fichando por el club Figueres de la segunda división española. En 1990 aceptó una oferta del equipo italiano Cagliari que acababa de ascender a la Serie A.
En la Serie A de Italia coincidió con Enzo Francescoli, también representado por Casal. En el Cagliari estuvo cinco temporadas (1990 a 1995), para luego fichar por el Atalanta de Bérgamo, donde permaneció dos temporadas, entre 1995 y 1997. A continuación se trasladó en 1997 al Cruz Azul de México, donde jugó durante un año antes de pasar al fútbol argentino para formar parte del Newell's Old Boys durante la segunda mitad de 1997.
Tras su paso por Argentina regresa a su país natal en el año 2000, nuevamente para jugar en Peñarol. Luego de un año en el aurinegro se incorpora al Racing Club de Montevideo, donde estuvo hasta 2001. De allí fue al fútbol de China para jugar en el SD Luneng, durante seis meses de 2001, para después volver a Uruguay, fichando por el Montevideo Wanderers. Durante 2003 volvió a jugar en Peñarol, para retirarse definitivamente jugando de vuelta en Wanderers.
Con la selección uruguaya jugó la Copa Mundial de Fútbol de Italia 1990, y salió campeón de la Copa América en la edición de Uruguay 1995. Defendió la camiseta celeste en un total de 57 partidos, en los que convirtió 4 goles.

## Clubes[4]

### Estadísticas
| Club                 | País      | Año         |
| -------------------- | --------- | ----------- |
| Peñarol              | Uruguay   | 1984 - 1989 |
| Figueres             | España    | 1989 - 1990 |
| Cagliari             | Italia    | 1990 - 1995 |
| Atalanta             | Italia    | 1995 - 1997 |
| Cruz Azul            | México    | 1997        |
| Newell's Old Boys    | Argentina | 1997 - 1998 |
| Peñarol              | Uruguay   | 1998 - 2000 |
| Racing               | Uruguay   | 2000 - 2001 |
| Luneng               | China     | 2001        |
| Montevideo Wanderers | Uruguay   | 2001 - 2003 |
| Peñarol (cedido)     | Uruguay   | 2003        |
| Montevideo Wanderers | Uruguay   | 2003 - 2005 |

## Palmarés

### Títulos nacionales
| Título              | Equipo  | País    | Año  |
| ------------------- | ------- | ------- | ---- |
| Campeonato Uruguayo | Peñarol | Uruguay | 1985 |
| Campeonato Uruguayo | Peñarol | Uruguay | 1986 |
| Campeonato Uruguayo | Peñarol | Uruguay | 1999 |
| Campeonato Uruguayo | Peñarol | Uruguay | 2003 |

### Torneos internacionales
| Título            | Equipo (*) | Sede     | Año  |
| ----------------- | ---------- | -------- | ---- |
| Copa Libertadores | Peñarol    | Santiago | 1987 |
| Copa América      | Uruguay    | Uruguay  | 1995 |

Otros logros:
- Subcampeón de la Copa Intercontinental 1987 con Peñarol.